# Das Leben ist nichts für Feiglinge
Das Leben ist nichts für Feiglinge ist eine Tragikomödie um eine Familie, die versucht, mit dem Tod der Mutter zurechtzukommen. Es ist die Verfilmung des gleichnamigen Romans von Gernot Gricksch, der auch das Drehbuch schrieb.

## Handlung
Nach dem überraschenden Unfalltod seiner Frau Babette gerät das Leben für Markus und seine 15-jährige Tochter Kim aus den Fugen. Als Kims Oma Gerlinde, die eigentlich Vater und Tochter beistehen will, erfährt, dass sie Krebs hat und eine Chemotherapie durchstehen muss, wird alles nicht einfacher. Nur die Altenpflegerin Paula bringt etwas Entspannung in die Situation. Gerlinde verheimlicht zunächst gegenüber ihrer Familie ihre Krankheit und gibt vor, auf Reisen zu sein. Mit Paulas Hilfe macht sie zu Hause die Chemotherapie. Paula hält es aber eines Tages für besser, Markus zu informieren.
Kim verliebt sich in den Schulabbrecher Alex und flieht mit ihm vor dem komplizierten Zuhause nach Dänemark in eine Urlaubskolonie. Markus will sie zurückholen und reist ihr mit Oma Gerlinde und deren junger Pflegerin Paula nach. Sie übernachten im Feriendorf, wo Markus und Paula sich näherkommen und er nachts unvermittelt von ihr verführt wird. Am nächsten Tag finden sie die beiden Jugendlichen und überreden Kim, mit ihnen zurückzufahren. Auf der Rückfahrt stirbt die Oma friedlich im Auto, und der Film endet mit einer versöhnlichen Beerdigung.

## Hintergrund
Das Leben ist nichts für Feiglinge wurde von der Riva Filmproduktion in Zusammenarbeit mit dem WDR, Arte und Senator Film Produktion produziert. Die Uraufführung war am 24. September 2012 im Rahmen des Zurich Film Festivals. In Deutschland kam der Film am 18. April 2013 in die Kinos.

## Rezeption
„Mit bemerkenswerter Leichthändigkeit nimmt sich der Film seines schwergewichtigen Themas an und überzeugt durch glaubwürdig gezeichnete Figuren und komische Spitzen ebenso wie durch seine Sensibilität für den Trauerprozess.“

„Mit ‚Das Leben ist nichts für Feiglinge‘ hat Regisseur André Erkau eine bewegende und oft düstere Tragikkomödie über die Themen Tod und Verarbeitung von Trauer geschaffen.“

## Auszeichnungen
Zurich Film Festival 2012
- Nominiert in der Kategorie Deutschsprachiger Spielfilm

Deutscher Filmpreis 2013
- Christine Schorn ausgezeichnet als Beste Nebendarstellerin

Deutscher Schauspielerpreis 2014
- Christine Schorn ausgezeichnet als Beste Nebendarstellerin

Jupiter 2014
- Wotan Wilke Möhring ausgezeichnet als Bester deutscher Darsteller
- Rosalie Thomass nominiert als Beste deutsche Darstellerin
- Nominiert als Bester deutscher Film